# Elisa Rossholm
Elisa Rossholm, född 15 april 1976, är en svensk illustratör och serieskapare. I sitt bildskapande arbetar hon bland annat med blyerts och collage. Berättelserna kännetecknas av vemod och närhet till de karaktärer som skildras. Hennes bildromaner bygger ofta på verkliga händelser och personer. De första handlar om Victoria Benedictsson och Mary Wollstonecraft, den tredje, Lammen från Les Mans handlar om systrarna Papin som begick bestialiska mord i Frankrike på 1930-talet. Rossholm har även doktorerat i ämnet ”Karikatyr och humorbild” vid konstvetenskapliga institutionen vid Stockholms universitet.